# Despotado da Moreia
O Despotado da Moreia (em grego: Δεσποτάτο του Μυστρά) era uma província do Império Bizantino que existiu enquanto tal entre meados do século XIV e meados do século XV. O seu território variou de dimensão ao longo dos seus aproximadamente 100 anos de existência, mas viria a estabilizar-se sempre em torno da metade sul da península do Peloponeso, nessa época chamada Moreia. Era governada, normalmente, pelo herdeiro do trono imperial, a quem era dado o título de déspota ou despoinis (o que não deve ser confundido neste contexto com a prática do despotismo). A capital da província era a cidade fortificada de Mistras, perto da antiga Esparta, a qual se tornou num importante centro de cultura e poder bizantinos.

## História
Depois da conquista de Constantinopla pelas forças da Quarta Cruzada, em 1204, dois grupos de Ocidentais ocuparam a península do Peloponeso. Criaram o Principado da Acaia, um pequeno estado de maioria grega governado por um autocrata latino. Para se referirem ao Peloponeso, seguiram a prática local e utilizaram o nome Moreia.
O príncipe mais importante da Moreia foi Guilherme II de Villehardouin (1246–1278), que fortificou Mistras, situada perto de Esparta, em 1249. Depois de derrotado na batalha de Pelagónia, em 1259, frente ao imperador Miguel VIII Paleólogo, Guilherme foi obrigado a resgatar-se a si mesmo entregando a maior parte da Moreia oriental, onde se encontravam as suas recém-construídas fortificações.
O despotado foi criado em território conquistado ao senhorio latino do Principado da Acaia, em meados do século XIV, por aquele que viria a ser mais tarde o imperador João VI Cantacuzeno que reoganizou a Moreia bizantina, normalmente governada a partir de Mistra pelo herdeiro do imperador. Os Bizantinos conseguiram reconquistar o resto da península, mas o sultão otomano Maomé II, o Conquistador conquistou em 1460, por sua vez a totalidade da Moreia.
Um imperador bizantino posterior, João VI Cantacuzeno, reorganizou administrativamente o território em meados do século XIV para aí estabelecer um apanágio para o seu filho Manuel Cantacuzeno. A dinastia Paleólogo, rival dos Cantacuzenos, capturou a Moreia depois da morte de Manuel em 1380, e Teodoro I Paleólogo tornou-se no novo déspota em 1383. Teodoro governou até 1407, consolidando o poderio bizantino e alcançando entendimentos com os seus vizinhos mais poderosos, em especial o Império Otomano, em fase de expansão, cuja suserania Teodoro reconheceu. Procurou também revigorar a economia local trazendo Albaneses para repovoarem o território.
À medida que o poder dos Latinos se desvanecia no Peloponeso ao longo do século XV, o Despotado da Moreia acabou por abarcar toda a península. No entanto, o sultão otomano Murade II destruiu as fortificações bizantinas no istmo de Corinto em 1446, o que abriu caminho à invasão da península, embora Murade tivesse morrido antes de poder aproveitar a oportunidade. O seu sucessor Maomé II, o Conquistador, tomou Constantinopla em 1453 e sete anos mais tarde destruiu o Despotado da Moreia, o último vestígio do Império Bizantino na Europa (vide Revolta da Moreia de 1453-1454).

## Déspotas bizantinos da Moreia em Mistra
- Miguel Cantacuzeno (1308-1316)
- Andrônico Asen (1316-1322)
- Manuel Cantacuzeno (1348-?)
- Miguel Asan ?
  - André Asan (?-1354)

A Moreia e os estados seus limítrofes resultantes do desmembramento do Império Bizantino, à data de 1265 (William R. Shepherd, Historical Atlas, 1911)

- Manuel Cantacuzeno (reposto) (1354-1380)
- Mateus Cantacuzeno (1380-1383)
- Demétrio I Cantacuzeno(1383)
- Teodoro I Paleólogo   (1383-1407)
- Teodoro II Paleólogo  (1407-1443)
- Constantino XI Paleólogo (1428-1449)
  - Demétrio II Paleólogo (1428-1460)
  - Tomás Paleólogo (1449-1460)

## Crónica da Moreia
A Crónica da Moreia, obra anónima do século XIV, relata, em mais de 9.000 linhas de verso político, o estabelecimento do feudalismo pelos cruzados na Grécia continental, subsequentemente à Quarta Cruzada. A "Crónica" é famosa, apesar da sua imprecisão histórica, devido à sua descrição vívida da vida da comunidade feudal e da linguagem utilizada, reflectindo a transição rápida do grego medieval para o grego moderno. A Crónica, escrita originalmente em francês, sobreviveu em dois textos gregos paralelos, o Manuscrito Havniensis 57 (sécs. XIV–XV, em Copenhaga) e o Manuscrito Parisinus graecus 2898 (sécs. XV–XVI, na Biblioteca Nacional da França em Paris), e a diferença de cerca de um século entre ambos denota um número considerável de diferenças linguísticas devido à rápida evolução da língua grega.